# Alstroemeria kingii
Alstroemeria kingii este o specie de plante monocotiledonate din genul Alstroemeria, familia Alstroemeriaceae, descrisă de Rodolfo Amando Philippi. Conform Catalogue of Life specia Alstroemeria kingii nu are subspecii cunoscute.